# 新柏駅

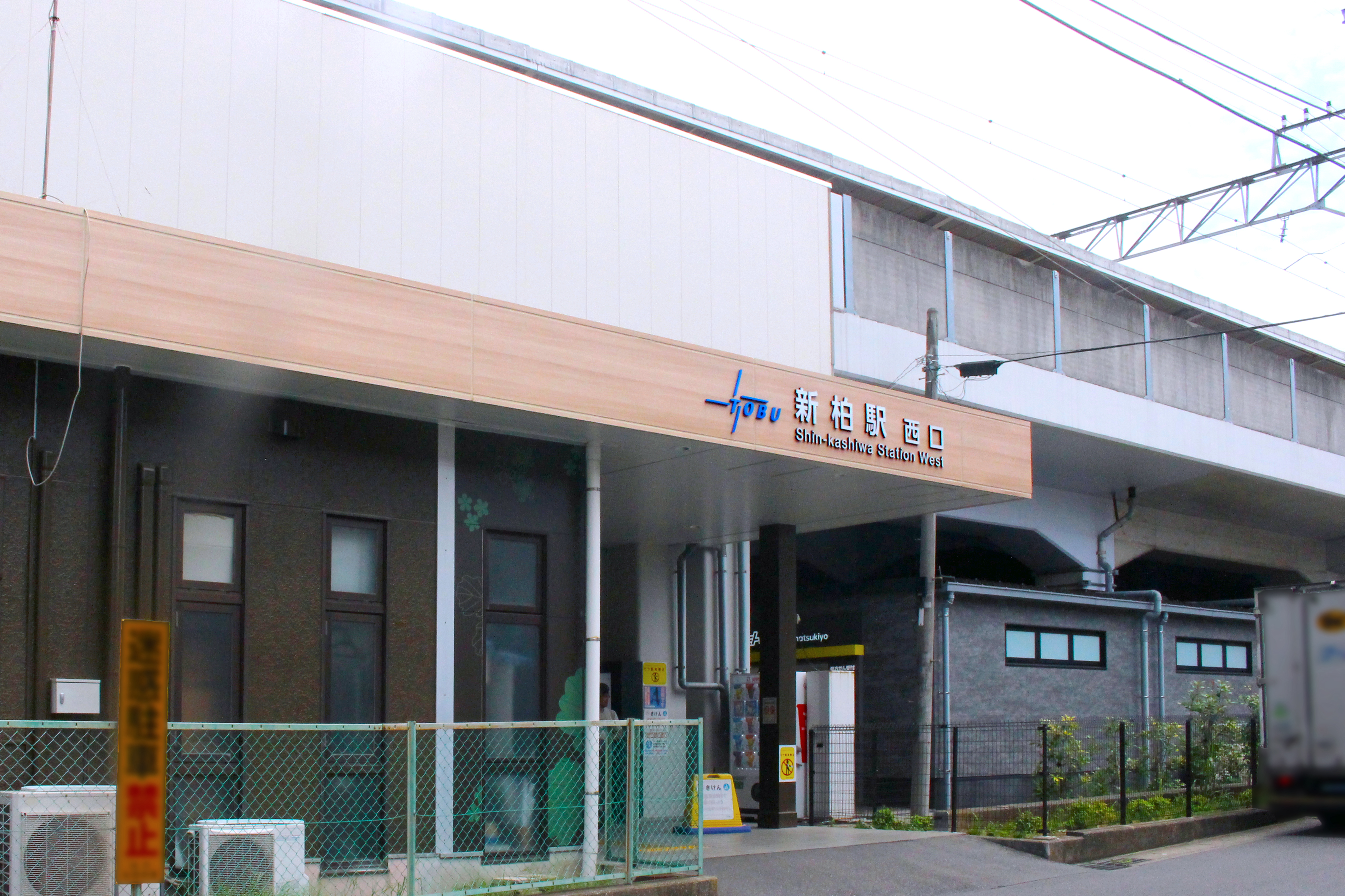
西口（2024年8月）

新柏駅（しんかしわえき）は、千葉県柏市新柏一丁目にある、東武鉄道野田線（東武アーバンパークライン）の駅である。駅番号はTD 25。

## 歴史
- 1983年（昭和58年）7月21日：開設[1]。
  - 開設前、駅東側の地名から地元では「名戸ヶ谷駅」が仮称として用いられていたが、駅周辺の地名が「名戸ヶ谷」から「新柏」へ変更が予測される等を考慮して「新柏駅」と名付けられた[2]。
- 2022年（令和4年）11月18日：EQUiA（エキア）新柏オープン[3]。

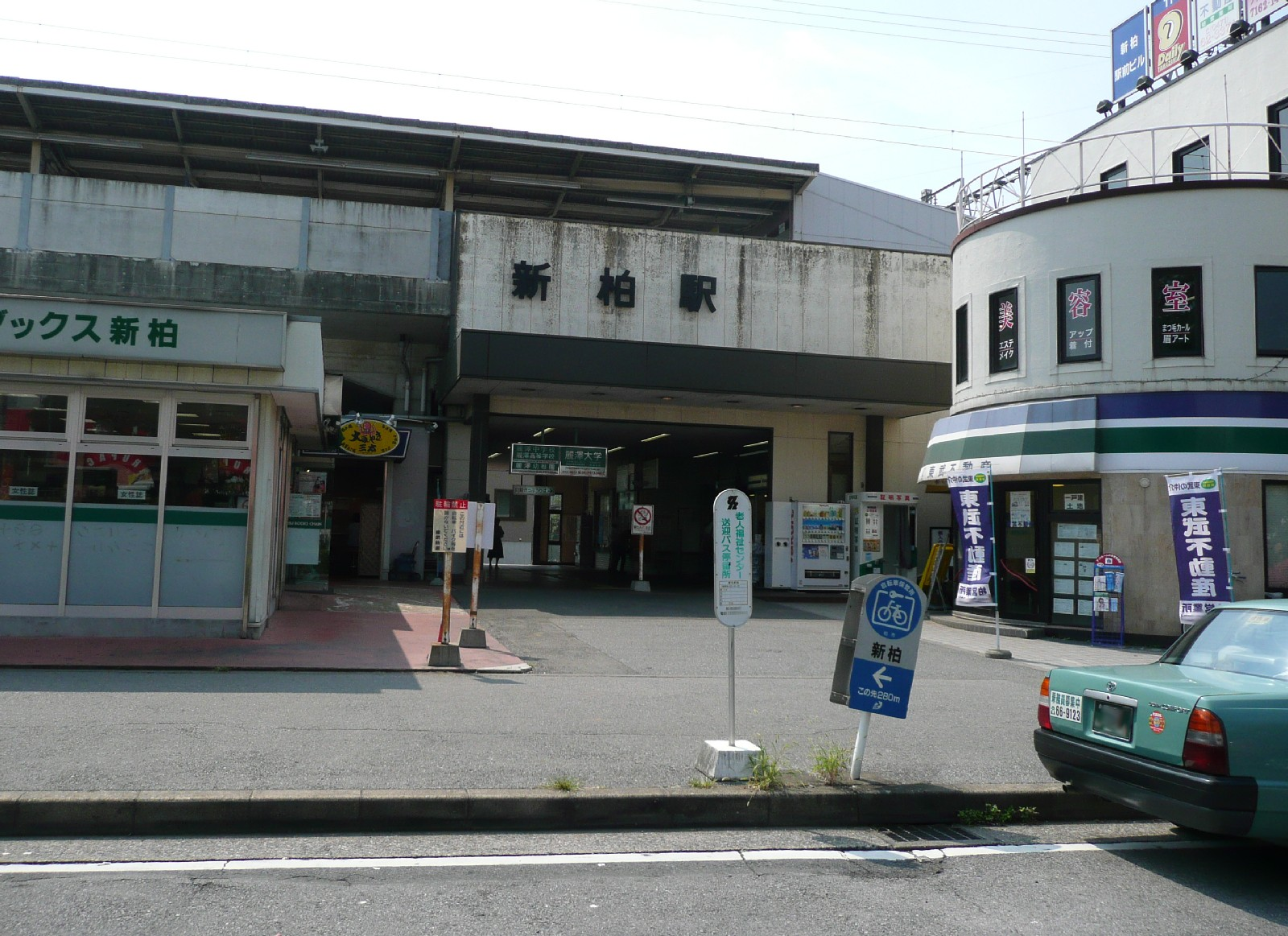
駅名看板変更前の東口（2008年9月）
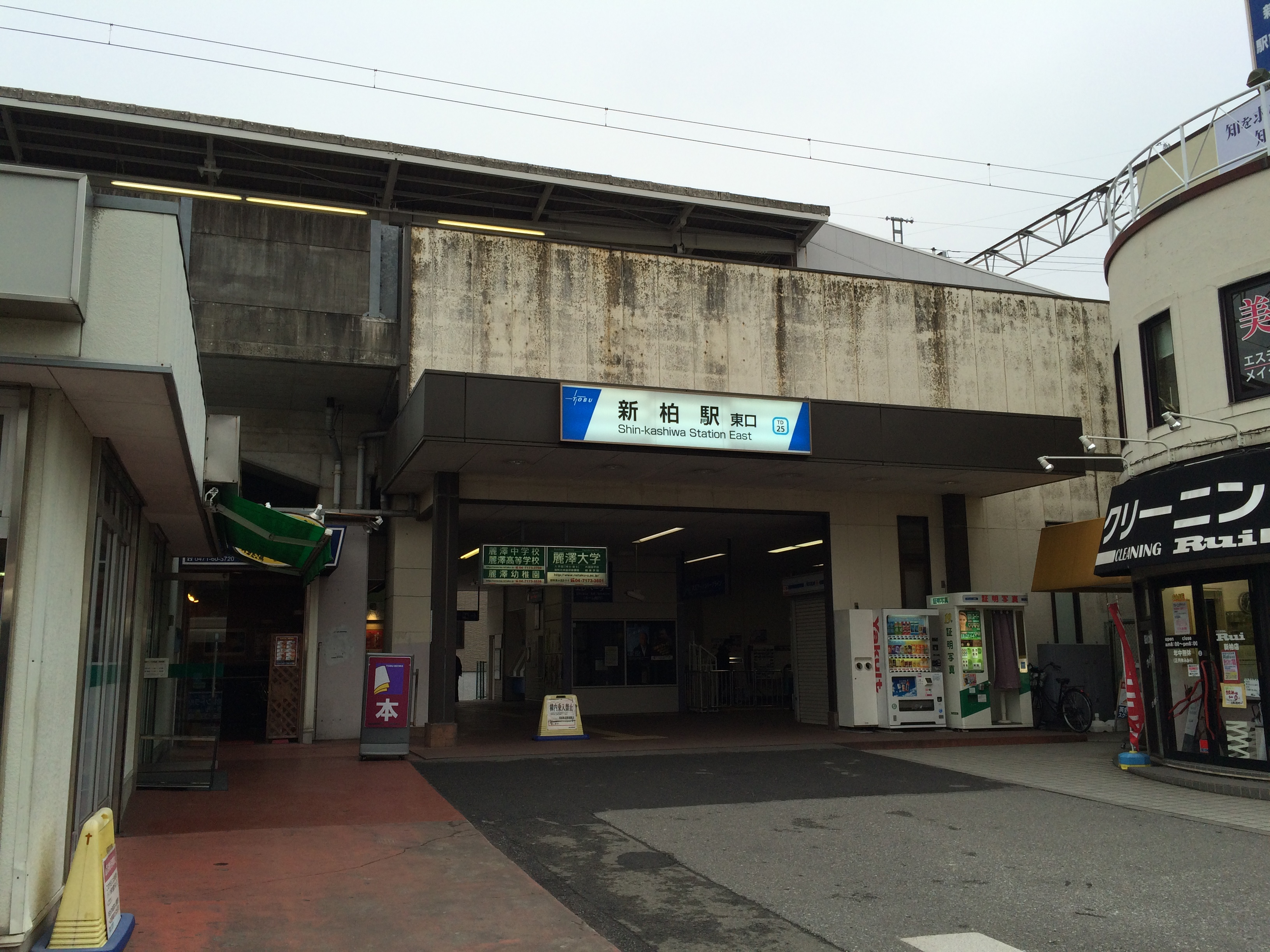
リニューアル前の東口（2015年2月）
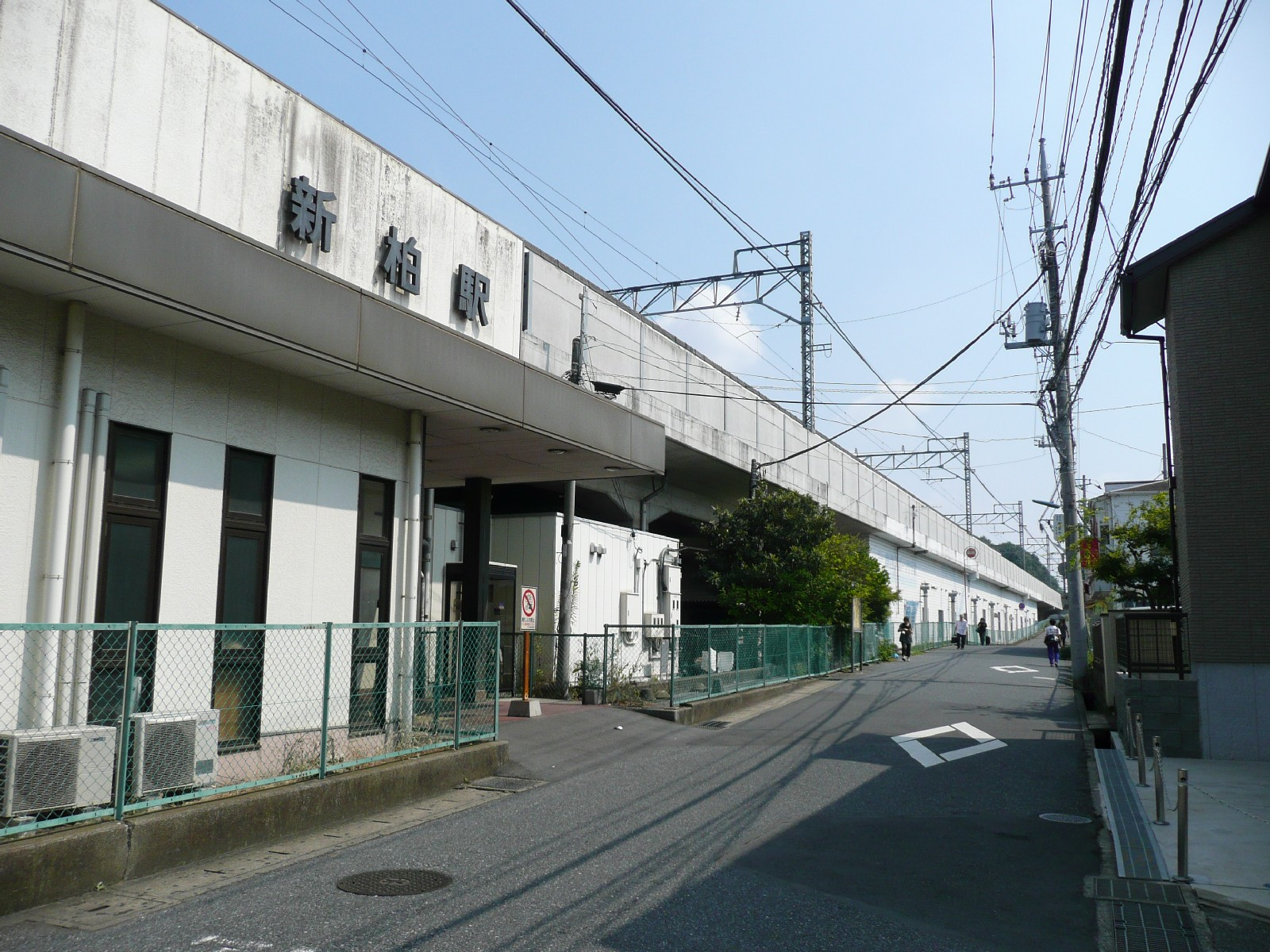
駅名看板変更前の西口（2008年9月）
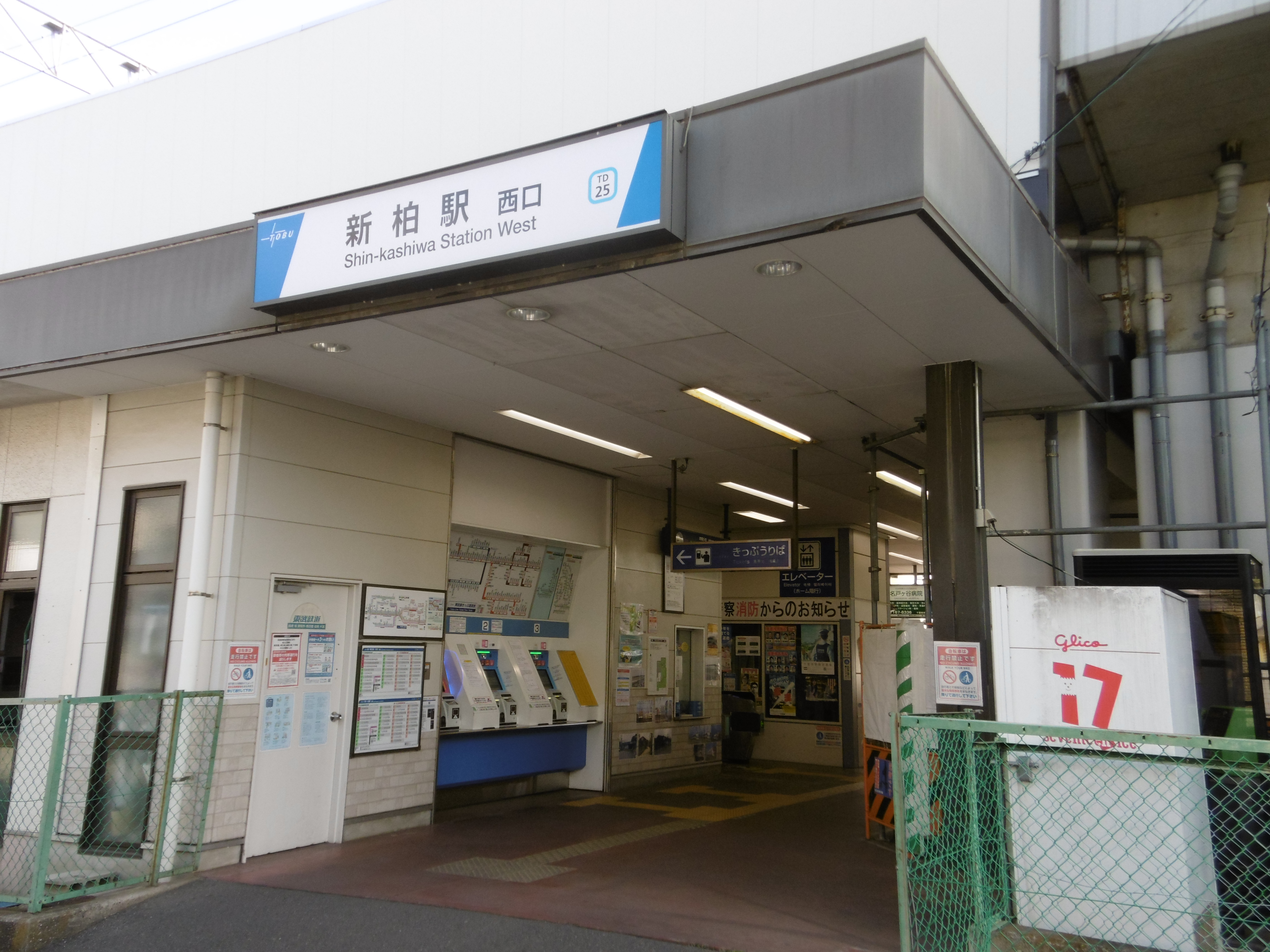
リニューアル前の西口（2021年3月）

## 駅構造
島式ホーム1面2線を有する高架駅。駅が谷間に立地する地形的要因によるものであり、駅増尾側には踏切が、柏側には踏切と歩道橋がある。駅新設以前は、谷戸を横断する土盛りの築堤であった。増尾側にホーム延伸スペースが確保されている。ホームと駅舎間を連絡する階段はホーム柏寄り端にある1か所のみであり、エスカレーターも階段に併設された踊り場を挟んだ同じ方向の2基のみで構成されている。2011年（平成23年）3月にはエレベーターが新設された。エレベーターが新設されるまでは、車椅子などでの使用は駅員付添の下、エスカレーターを任意方向に動かして対応していた。2011年度（平成23年度）には、駅構内に設置されていた案内板はピクトグラムを用いたデザインへ交換された。ホームにあった吊下式駅名標と路線図は撤去され、駅名標・路線図・所要時間と一体型になった自立式案内板が設置された。2022年（令和4年）7月頃には、東武鉄道が計画的に行なっている「駅リニューアル」対象駅となり駅コンコース・階段・トイレ・高架下の4つが併せてリニューアルした。その後高架下には日高屋とマツモトキヨシ（EQUiA新柏店）が新規オープン。2023年（令和5年）7月には固定式ホーム柵が整備された。2025年（令和7年）5月22日にはEQUiA新柏店の拡張という形でファミリーマートがオープン予定。

### のりば
| 番線 | 路線                     | 方向 | 行先     |
| ---- | ------------------------ | ---- | -------- |
| 1    | 東武アーバンパークライン | 上り | 柏方面   |
| 2    | 東武アーバンパークライン | 下り | 船橋方面 |

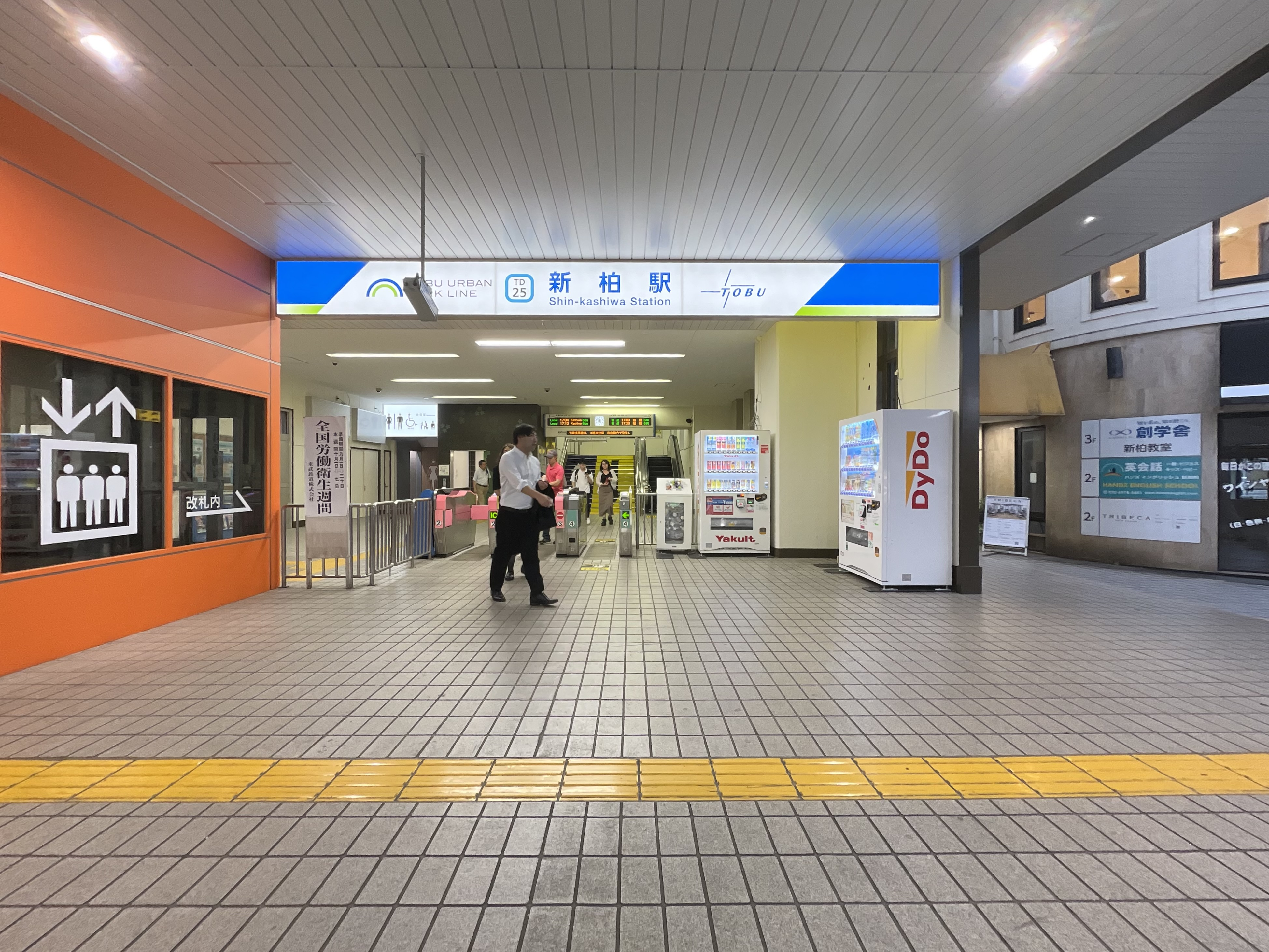
改札口（2023年10月）
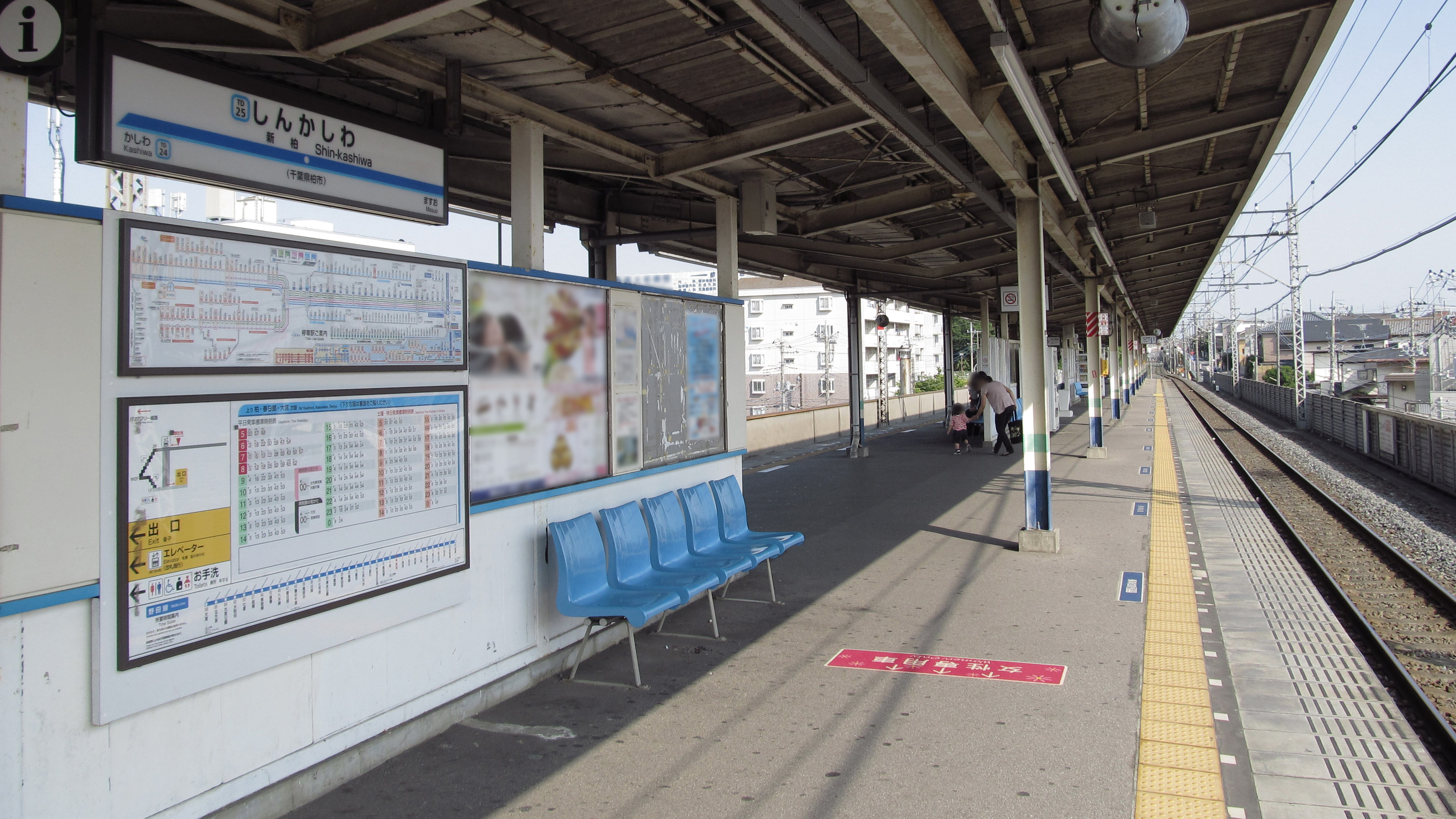
駅ホーム（2013年5月）

### 駅高架下商業施設 （EQUiA）
出店店舗の一覧・詳細情報はEQUiA（エキア）公式サイトを参照。

## 利用状況
2024年度（令和6年度）の1日平均乗降人員は20,960人である。
近年の1日平均乗降・乗車人員の推移は以下の通り。
| 年度               | 1日平均 乗降人員 | 1日平均 乗車人員 | 出典       |
| ------------------ | ---------------- | ---------------- | ---------- |
| 1993年（平成05年） | 13,112           | 6,691            |            |
| 1994年（平成06年） | 13,938           | 7,117            |            |
| 1995年（平成07年） | 14,949           | 7,538            |            |
| 1996年（平成08年） | 15,388           | 7,798            |            |
| 1997年（平成09年） | 15,552           | 7,891            |            |
| 1998年（平成10年） | 15,469           | 7,869            |            |
| 1999年（平成11年） | 16,085           | 8,185            |            |
| 2000年（平成12年） | 16,970           | 8,645            |            |
| 2001年（平成13年） | 17,983           | 8,993            |            |
| 2002年（平成14年） | 18,066           | 9,005            |            |
| 2003年（平成15年） | 18,146           | 9,051            |            |
| 2004年（平成16年） | 18,139           | 9,037            |            |
| 2005年（平成17年） | 18,428           | 9,087            |            |
| 2006年（平成18年） | 18,758           | 9,206            |            |
| 2007年（平成19年） | 19,167           | 9,496            |            |
| 2008年（平成20年） | 19,479           | 9,703            |            |
| 2009年（平成21年） | 19,346           | 9,645            |            |
| 2010年（平成22年） | 19,443           | 9,707            |            |
| 2011年（平成23年） | 19,033           | 9,565            |            |
| 2012年（平成24年） | 19,376           | 9,740            |            |
| 2013年（平成25年） | 19,870           | 9,995            |            |
| 2014年（平成26年） | 19,595           | 9,856            |            |
| 2015年（平成27年） | 20,015           | 10,061           |            |
| 2016年（平成28年） | 20,124           | 10,132           |            |
| 2017年（平成29年） | 20,337           | 10,244           |            |
| 2018年（平成30年） | 20,433           | 10,296           |            |
| 2019年（令和元年） | 20,417           | 10,284           |            |
| 2020年（令和02年） | 16,448           |                  |            |
| 2021年（令和03年） | 17,970           | 9,057            | [ 東武 3 ] |
| 2022年（令和04年） | 19,181           | 9,677            | [ 東武 4 ] |
| 2023年（令和05年） | 20,030           | 10,107           | [ 東武 5 ] |
| 2024年（令和06年） | 20,960           | 10,573           | [ 東武 1 ] |

## 駅周辺

### 東口
駅前にはロータリーが整備されており、東側を千葉県道51号市川柏線が走る。
- 柏警察署 新柏交番
- 柏市永楽台近隣センター
  - 柏市立図書館永楽台分館
- 千葉県立柏南高等学校
- 芝浦工業大学柏中学高等学校
- 柏市立中原中学校
- 柏市立土中学校
- 柏市立柏第四中学校
- 柏市立中原小学校
- 柏市立柏第八小学校
- 名戸ヶ谷病院
- 新柏駅前郵便局
- 柏ひばりが丘郵便局
- ソライエ新柏プレミスト
- 東武ストア 新柏店
- 京北スーパー 新柏店
- PAZ新柏
  - ヨークフーズ 新柏店
- フードセンターわたなべ 新柏店
- ウエルシア薬局 柏中原店
- ウエルシア薬局 柏名戸ヶ谷店
- DCM 名戸ヶ谷店（旧：ケーヨーデイツー）
- 日立柏サッカー場（柏レイソルのホームスタジアム）
  - 日立柏総合グラウンド
  - 日立柏体育館
- ひばりが丘市民プール
- 増尾城址総合公園（増尾城跡）
- 永楽台近隣公園
- 名戸ケ谷運動広場

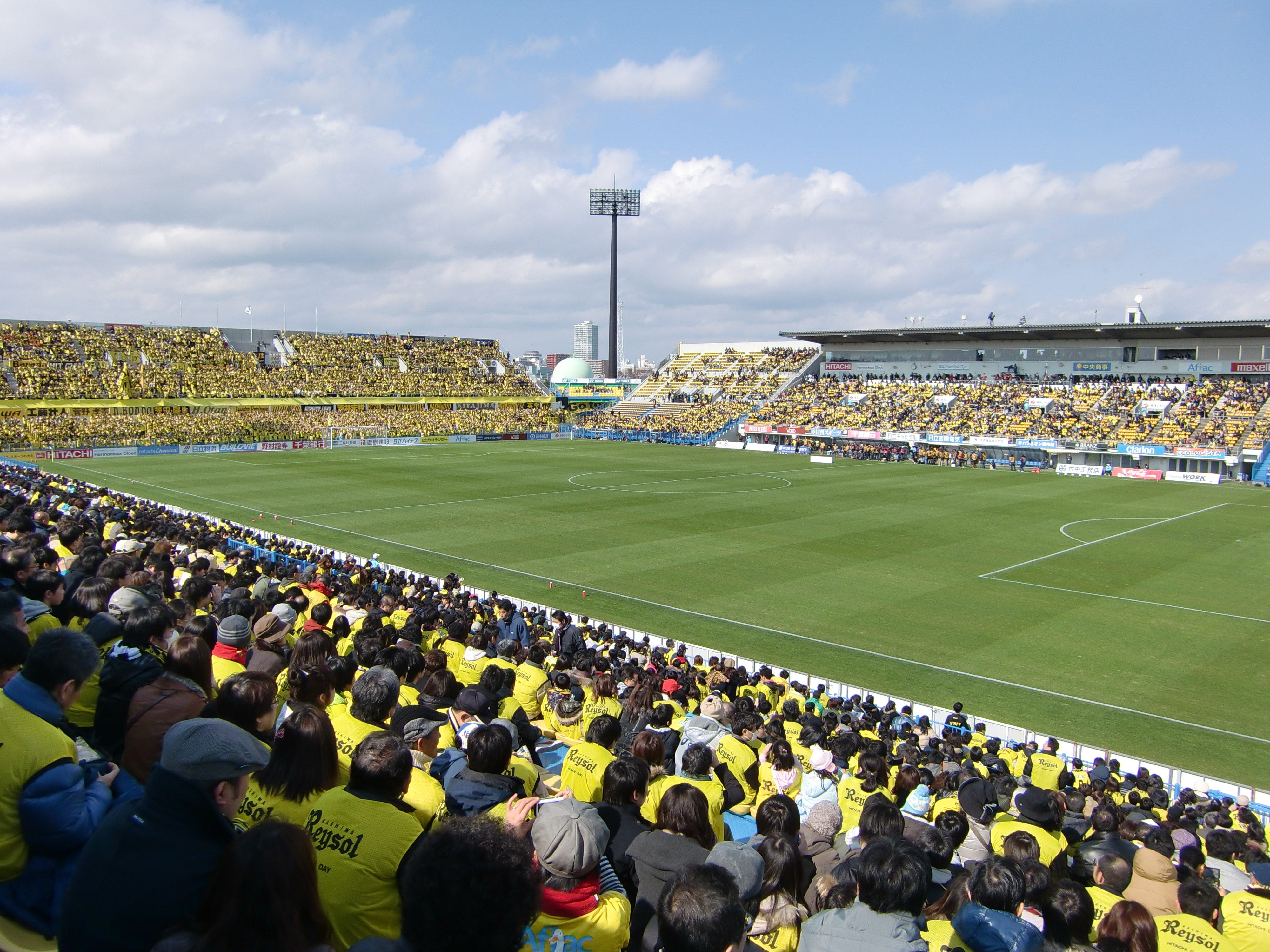
日立柏サッカー場
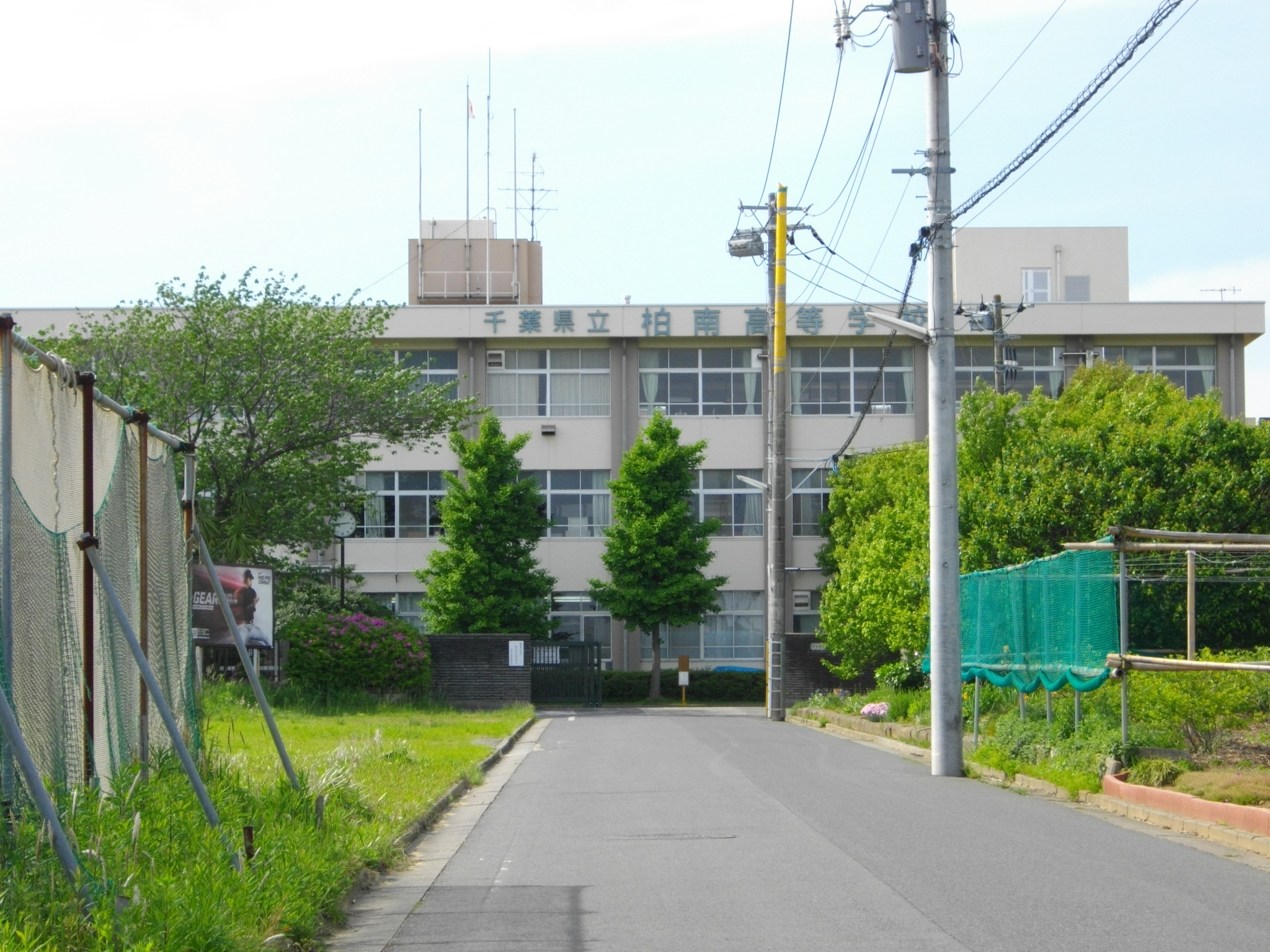
千葉県立柏南高等学校
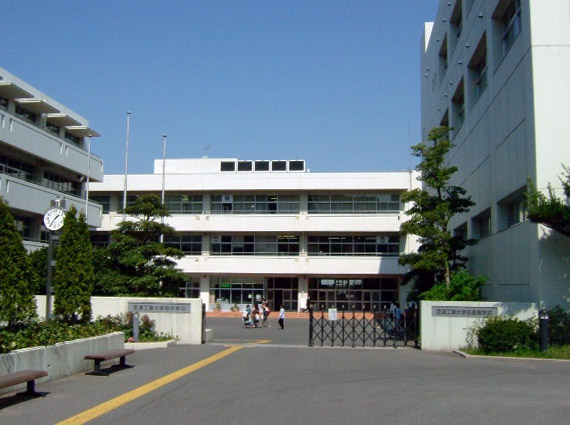
芝浦工業大学柏中学高等学校

### 西口
西側には千葉県道261号松戸柏線が走り、約1.8キロメートル（徒歩約22分）の場所にJR南柏駅がある。
- 柏警察署 光ヶ丘交番
- 柏市消防局 東部消防署光ヶ丘分署
- 麗澤大学
- 柏市立光ヶ丘中学校
- 柏市立豊小学校
- 柏市立光ヶ丘小学校
- 柏つくしが丘郵便局
- 柏加賀郵便局
- 京葉銀行 つくしが丘支店
- ベルクス 柏つくしが丘店
- ビッグ・エー 柏光ヶ丘団地店
- マミーマート 光ヶ丘店
- マツモトキヨシ 新柏店（駅構内のEQUiA新柏店とは別で豊住に所在）
- マツモトキヨシ 柏加賀店
- ヤックスドラッグ 柏光ヶ丘店

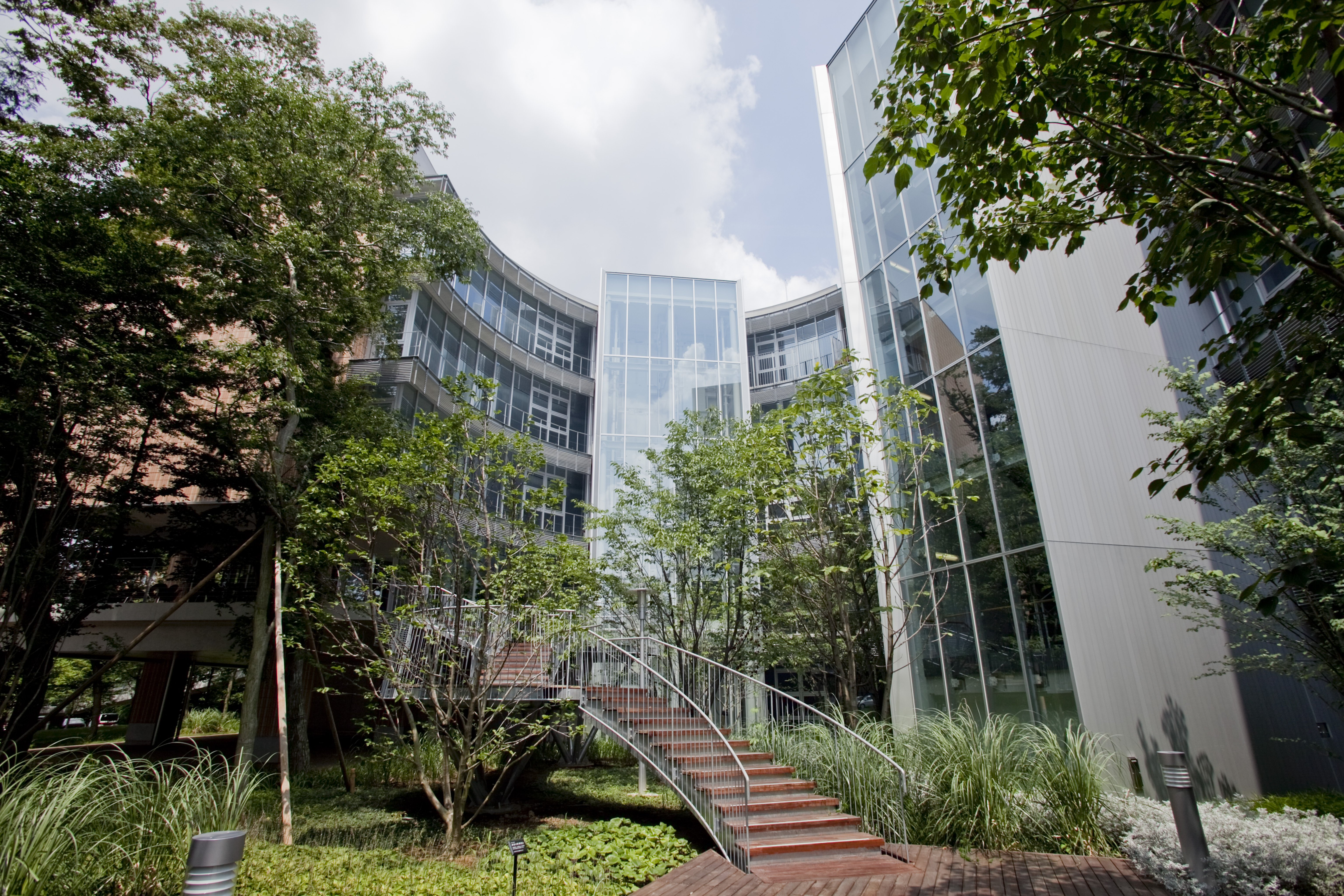
麗澤大学
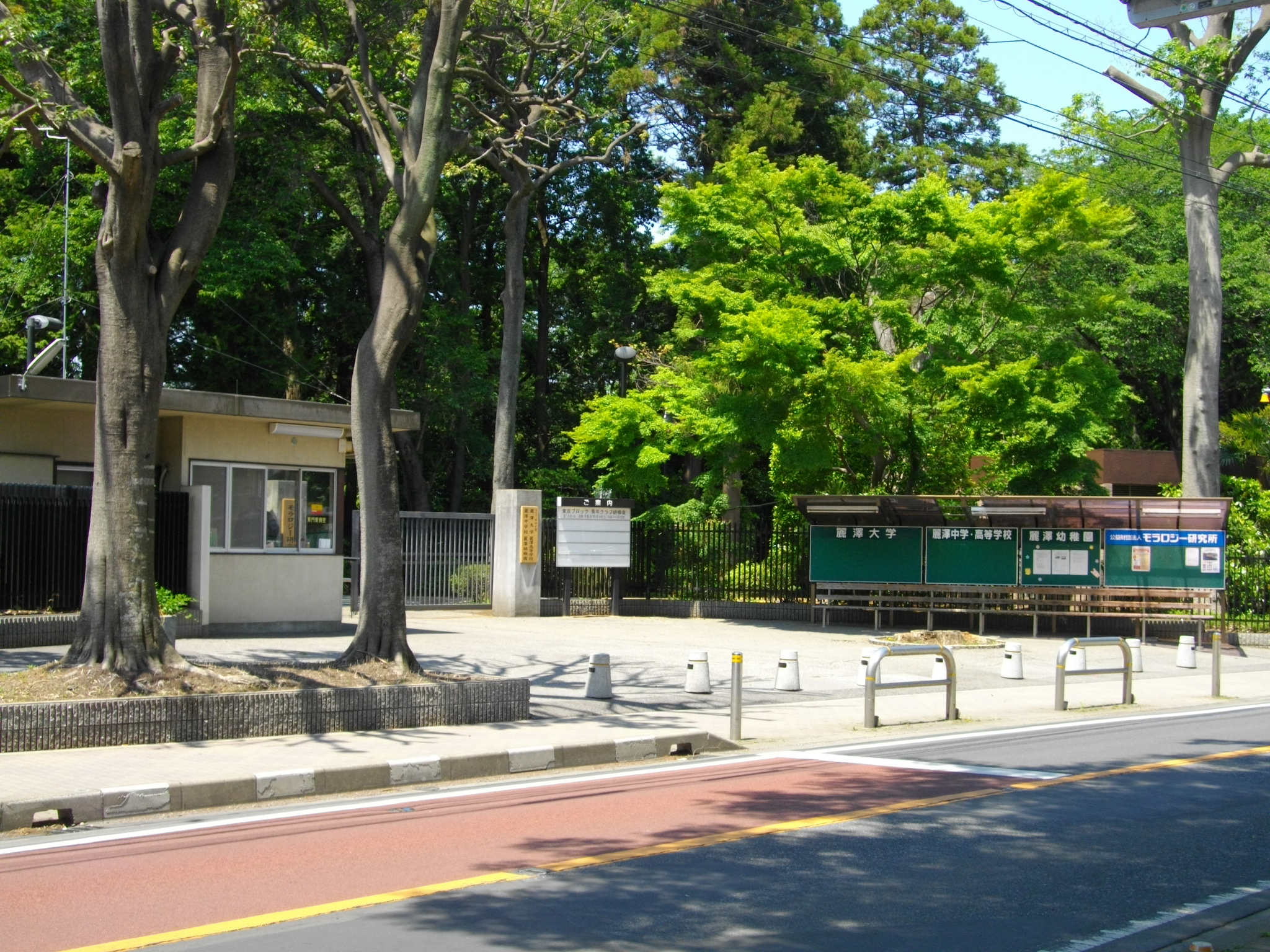
麗澤中学校・高等学校

## バス路線
開業以来、長らく当駅を発着する路線バスはなかったが、東口側の駅前ロータリー改良工事完成に伴い、2014年（平成25年）9月29日に名戸ヶ谷・新田原を経由して柏駅東口へ至る路線が開設された。
- 東武バスセントラル沼南営業所
  - 柏駅東口（名戸ヶ谷記念病院前・新田原経由）[柏33]：朝夕数本
  - 柏駅東口（名戸ヶ谷記念病院前・常盤台経由）[柏34]：日中は40分に1本

また、それ以前より老人福祉センター行送迎バス、芝浦工業大学柏中学高等学校・二松學舍大学附属柏中学高等学校へのスクールバスが駅前ロータリーを発着している他、イオンモール柏の無料シャトルバスが駅前の高架下付近を指定乗降場としている（専用ポール等は存在しない）。
他に、駅西側（徒歩7分程）の京葉銀行つくしが丘支店・柏つくしが丘郵便局近くには「つくしが丘」と「豊住」の各停留所も存在し、こちらにはJR南柏駅と光ヶ丘・酒井根を結ぶ同じく東武バスセントラルの路線（南柏02系統）が通っている。2014年（平成26年）の柏33系統開設前は、バス利用はこの手段しかなく、現在でも本数の面では1時間に3 - 4本発着しているため、新柏駅発便よりも多く発着している。

## 付記
- 東口正面に名戸ヶ谷前土地区画整理事業記念碑とモニュメントおよび柏市制30周年記念樹が設置されている。

## 隣の駅
東武鉄道
 東武アーバンパークライン
■急行
通過
■普通
柏駅 (TD 24) - 新柏駅 (TD 25) - 増尾駅 (TD 26)

### 利用状況
東武鉄道の1日平均乗降人員
1. 1 2 3  『駅別乗降人員 2024年度』（PDF）（レポート）東武鉄道、10頁。オリジナルの2025年5月19日時点におけるアーカイブ。2025年5月29日閲覧。
2. ↑  駅情報（乗降人員） - 東武鉄道
3. ↑  『駅別乗降人員 2021年度』（PDF）（レポート）東武鉄道、2024年、10頁。オリジナルの2024年5月18日時点におけるアーカイブ。
4. ↑  『駅別乗降人員 2022年度』（PDF）（レポート）東武鉄道、2024年、10頁。オリジナルの2024年5月18日時点におけるアーカイブ。
5. ↑  『駅別乗降人員 2023年度』（PDF）（レポート）東武鉄道、2024年、10頁。オリジナルの2024年5月18日時点におけるアーカイブ。